# ایمن بناروس
ایمن بناروس (انگلیسی: Ayman Benarous؛ زادهٔ ۲۷ ژوئیهٔ ۲۰۰۳) بازیکن فوتبال است.
وی همچنین در تیم ملی فوتبال زیر ۱۷ سال انگلستان بازی کرده‌است.